# وینچنزو پلشیا
وینچنزو پلشیا (انگلیسی: Vincenzo Plescia؛ زادهٔ ۱۸ فوریهٔ ۱۹۹۸) بازیکن فوتبال است.